# Художествен музей (Сао Пауло)
Художественият музей (на португалски: Museu de Arte de São Paulo) в Сао Пауло, Бразилия е открит през 1947 г.
Счита се, че е сред най-големите музеи в Бразилия и в цяла Латинска Америка. Посетен е от 679 106 души през 2009 г.

## Изгледи на сградата
- Фасада
- Нощен изглед
- Интериор MASP
- Творби от колекцията

## Колекция

### Италианска живопис
- Маестро дел Бигало (13 век). Мадоната с младенеца, 1275.
- Maестро ди Сан Мартино aлла Палма (първата трета на 14 век). Мадоната с младенеца, 1310-20.
- Андреа Мантеня (1431 – 1506). Св. Йероним в пещерата, 1448-51.
- Джовани Белини (c. 1430 – 1516). Мадона Уилис, 1480-90.
- Сандро Ботичели (1445 – 1510). Мадоната с младенеца и малкият Йоан Кръстител , 1490 – 1500.
- Пиетро Перужино (1445/48-1523). Св. Себастиан вързан за колоната, 1500-10.
- Рафаело Санцио (1483 – 1520). Възкресението на Христос, 1499 – 1502.
- Пиеро ди Козимо (1462 – 1521). Мадоната с младенеца и малкия Йоан Кръстител и ангел, 1500 – 1510.

### Фламанска и германска живопис
- Ханс Мемлинг (1433 – 1494). Сутрин с девата със св. Йоан и жени в Галилея, 1485-90.
- Йеронимус Бош (1450 – 1516). Св. Антоний, 1500.
- Лукас Кранах Стари (1472 – 1553). Портрет на млад мъж, 1539.
- Ханс Холбайн Младия (1497–1543). Поетът Хенри Хоуърд, виконт Съри, 1542.
- Петер Паул Рубенс (1577 – 1640). Портрет на Алберт VII, Австрийски, 1615-32.
- Франс Халс (c. 1580 – 1666). Мъж в официална поза, 1631.
- Антонис ван Дайк (1599 – 1641). Портрет на мъж (William Howard, Viscount of Stafford?), 1631.
- Саломон ван Райсдайл (1600 – 1670). Речен пейзаж с ферибот транспортиращ животни, 1650.
- Рембранд (1606 – 1669). Портрет на млад мъж със златна верижка, 1635.